# Gjøviks kommun
Gjøviks kommun (norska: Gjøvik kommune) är en kommun i Innlandet fylke i sydöstra Norge. Kommunens centralort är staden Gjøvik. I kommunen ligger Gjøvik Olympiske Fjellhall, som var en av matcharenorna för ishockey vid Olympiska vinterspelen i Lillehammer 1994.

## Administrativ historik

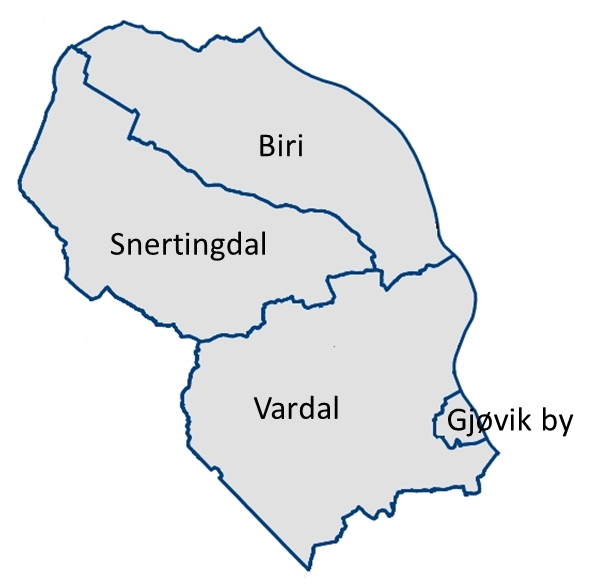
Karta över de kommuner som 1964 lades samman till nuvarande Gjøviks kommun.

Gjøviks kommun grundades som en stadskommun genom utbrytning ur Vardals kommun 1861. 1921 överfördes ett område med 723 invånare från Vardals kommun. 1955 överfördes ytterligare ett område, denna gång med 1 372 invånare. 1964 fick kommunen sina nuvarande gränser genom att slås ihop med kommunerna Biri och Snertingdal samt större delen av Vardals kommun.

## Tätorter
I Gjøviks kommun finns fyra tätorter:
- Biri
- Bybrua
- Gjøvik (del av)
- Monssveen

Orten Raufoss har tidigare räknats som en egen tätort men räknas numera som en del av tätorten Gjøvik.

## Socknar
Inom Norska kyrkan är Gjøviks kommun indelad i sju socknar:
- Biri socken
- Bråstads socken
- Engehaugens socken
- Gjøviks socken
- Hunns socken
- Snertingdals socken
- Vardals socken

Socknarna ingår i Totens prosteri i Hamars stift.